# Основна фізична величина
Основна́ (фізи́чна) величина́ (англ. base quantity) — фізична величина, що прийнята за незалежну від інших величин певної системи фізичних величин .
Сукупність незалежних величин системи фізичних величин називається набором основних величин. 
Усі фізичні величини вимірюються у визначених одиницях, і вони пов'язані між собою певними співвідношеннями. Якщо деякі з цих величин взяти за основні та встановити для них одиниці, то розмірність всіх інших величин будуть певним чином виражатися через одиниці основних величин. Сукупність певним чином встановлених одиниць, серед яких частина є основними, а решта — похідними, називається системою одиниць фізичних величин.

## Одиниці основних фізичних величин в SI
В Міжнародній системі величин (ISQ), на основі якої побудована Міжнародна система одиниць SI, визначено сім основних фізичних величин, тобто таких, які обрані як  незалежні від інших величин цієї системи. Основні фізичні величини у ISQ:
- довжина: символ l або L, розмірність [L], назва одиниці вимірювання «метр», позначення м або m;
- маса: символ m, розмірність [М], назва одиниці вимірювання «кілограм», позначення кг або kg;
- час: символ t або T, розмірність [T], назва одиниці вимірювання «секунда», позначення с або s;
- сила електричного струму: символ I, розмірність [І], назва одиниці вимірювання «ампер», позначення А;
- термодинамічна температура: символ T або θ, розмірність [Θ], назва одиниці вимірювання «кельвін», позначення К;
- сила світла: символ Iν, розмірність [J], назва одиниці вимірювання «кандела», позначення кд або cd;
- кількість речовини: символ N, розмірність [N], назва одиниці вимірювання «моль», позначення моль або mol.